# Punt e Mes
Punt e Mes és un vermut italià creat l'any 1870 a Torí. És una barreja de vermut negre i elixir de quina.
El nom deriva del piemontès 'n pont e mes (AFI [əŋ punt e mɛz]), que literalment significa «un punt i mig», és a dir, un punt de dolçor i mig d'amargor (quina). Punt e Mes s'utilitza en l'elaboració de diversos còctels que contenen vermut, com ara el Negroni, l'Americano, el Milano Torino o el Manhattan.